# 張國榮得獎與提名列表
本條目列舉香港已故歌手張國榮在音樂、影視、媒體上的歷年得獎與提名列表。

## 音樂獎項
| 年份                       | 頒發機構                          | 作品                       | 獎項                           | 參與創作     |
| -------------------------- | --------------------------------- | -------------------------- | ------------------------------ | ------------ |
| 1977年                     | 麗的電視亞洲歌唱大賽              | American Pie               | 香港區亞軍                     |              |
| 1977年                     | 華僑日報                          |                            | 最有前途新人獎                 |              |
| 1983年                     | 第7屆香港金唱片頒獎典禮           | 風繼續吹                   | 金唱片                         |              |
| 1984年                     | 第七屆十大中文金曲頒獎音樂會      | Monica                     | 十大中文金曲                   |              |
| 1984年                     | 第2屆十大勁歌金曲頒獎典禮         | Monica                     | 十大勁歌金曲                   |              |
| 1984年                     | 第5屆中文歌曲擂台頒獎典禮（商台） |                            | 歌曲大獎                       |              |
| 1985年                     | 第八屆十大中文金曲頒獎音樂會      | 不羈的風                   | 十大中文金曲                   |              |
| 1985年                     | 第3屆十大勁歌金曲頒獎典禮         | 不羈的風                   | 十大勁歌金曲                   |              |
| 1985年                     | 第6屆中文歌曲擂台頒獎典禮（商台） |                            | 歌曲大獎                       |              |
| 1985年                     | 第9屆IFPI香港唱片銷量大獎         | Leslie                     | 白金唱片大獎（四白金）         |              |
| 1986年                     | 第九屆十大中文金曲頒獎音樂會      | 當年情                     | 十大中文金曲                   |              |
| 1986年                     | 第4屆十大勁歌金曲頒獎典禮         | 當年情                     | 十大勁歌金曲                   |              |
| 1986年                     | 第4屆十大勁歌金曲頒獎典禮         | 有誰共鳴                   | 金曲金獎                       |              |
| 1986年                     | 第4屆十大勁歌金曲頒獎典禮         | 有誰共鳴                   | 十大勁歌金曲                   |              |
| 1986年                     | 第7屆中文歌曲擂台頒獎典禮（商台） |                            | 歌曲大獎                       |              |
| 1987年                     | 第十屆十大中文金曲頒獎音樂會      | 無心睡眠                   | 十大中文金曲                   |              |
| 1987年                     | 第十屆十大中文金曲頒獎音樂會      | 無心睡眠                   | 最有創意歌曲獎（最佳原創歌曲） |              |
| 1987年                     | 第十屆十大中文金曲頒獎音樂會      | Summer Romance             | 全年銷量冠軍大獎（六白金）     |              |
| 1987年                     | 第十屆十大中文金曲頒獎音樂會      | Summer Romance             | C D 鐳射大獎                   |              |
| 1987年                     | 第5屆十大勁歌金曲頒獎典禮         | 無心睡眠                   | 金曲金獎                       |              |
| 1987年                     | 第5屆十大勁歌金曲頒獎典禮         | 無心睡眠                   | 十大勁歌金曲                   |              |
| 1987年                     | 第5屆十大勁歌金曲頒獎典禮         | 無心睡眠                   | 最佳編曲獎                     |              |
| 1987年                     | 第8屆中文歌曲擂台頒獎典禮（商台） | 無心睡眠                   | 歌曲大獎                       |              |
| 1987年                     | 第8屆中文歌曲擂台頒獎典禮（商台） | Summer Romance             | 大碟獎                         |              |
| 1988年                     | 首屆叱吒樂壇流行榜頒獎典禮        |                            | 叱吒樂壇男歌手金獎             |              |
| 1988年                     | 第十一屆十大中文金曲頒獎音樂會    | 沉默是金                   | 十大中文金曲                   | 作曲         |
| 1988年                     | 第十一屆十大中文金曲頒獎音樂會    | 無需要太多                 | 十大中文金曲                   |              |
| 1988年                     | 第十一屆十大中文金曲頒獎音樂會    | IFPI大獎                   |                                |              |
| 1988年                     | 第6屆十大勁歌金曲頒獎典禮         | 沉默是金                   | 十大勁歌金曲                   | 作曲         |
| 1988年                     | 第6屆十大勁歌金曲頒獎典禮         | 貼身                       | 十大勁歌金曲                   |              |
| 1988年                     | 第6屆十大勁歌金曲頒獎典禮         | 最受歡迎男歌星             |                                |              |
| 1988年                     | 第12屆香港金唱片頒獎典禮          | Summer Romance             | 白金唱片大獎（六白金）         |              |
| 1988年                     | 第12屆IFPI香港唱片銷量大獎        | Virgin Snow                | 本地白金唱片大獎               |              |
| 1988年                     | 第7屆香港電影金像獎               | 倩女幽魂                   | 最佳電影歌曲提名               |              |
| 1989年 （退休）            | 第十二屆十大中文金曲頒獎音樂會    | 侧面                       | 十大中文金曲                   | 退出領獎     |
| 1989年 （退休）            | 第2屆叱吒樂壇流行榜頒獎典禮       |                            | 叱吒樂壇男歌手金獎             |              |
| 1989年 （退休）            | 第2屆叱吒樂壇流行榜頒獎典禮       | 側面                       | IFPI大獎                       | 擔任唱片監制 |
| 1989年 （退休）            | 第7屆十大勁歌金曲頒獎典禮         | 由零開始                   | 十大勁歌金曲                   | 作曲         |
| 1989年 （退休）            | 第7屆十大勁歌金曲頒獎典禮         | 最受歡迎男歌星             |                                |              |
| 第13屆IFPI香港唱片銷量大獎 | Hot Summer                        | 本地白金唱片大獎           |                                |              |
|                            | 側面                              | 本地白金唱片大獎（六白金） |                                |              |
|                            | Salute                            | 本地白金唱片大獎           |                                |              |
| 1993年                     | 第30屆台灣電影金馬獎              | 紅顏白髮                   | 最佳原創歌曲（最佳電影歌曲）   | 作曲         |
| 1994年                     | 第13屆香港電影金像獎              | 紅顏白髮                   | 最佳電影歌曲提名               | 作曲         |
| 1994年                     | 第31屆台灣電影金馬獎              | 追                         | 最佳電影歌曲提名               |              |
| 1995年 （復出）            | 第十八屆十大中文金曲頒獎音樂會    | 寵愛                       | 全年最高銷量歌手大獎（六白金） | 退出領獎     |
| 1995年 （復出）            | 第14屆香港電影金像獎              | 追                         | 最佳電影歌曲                   |              |
| 1995年 （復出）            | 第32屆台灣電影金馬獎              | 夜半歌聲                   | 最佳電影歌曲提名               | 作曲         |
| 1996年                     | 第15屆香港電影金像獎              | 夜半歌聲                   | 最佳電影歌曲提名               | 作曲         |
| 1996年                     | 第33屆台灣電影金馬獎              | 有心人 當真就好            | 最佳電影歌曲提名               | 有心人作曲   |
| 1997年                     | 第16屆香港電影金像獎              | 有心人                     | 最佳電影歌曲提名               | 作曲         |
| 1999年                     | 第二十二屆十大中文金曲頒獎音樂會  | 左右手                     | 十大中文金曲                   |              |
| 1999年                     | 第二十二屆十大中文金曲頒獎音樂會  | Monica                     | 20世紀百年十大金曲             |              |
| 1999年                     | 第二十二屆十大中文金曲頒獎音樂會  | 香港樂壇最高成就──金針獎   |                                |              |
| 1999年                     | 第12屆叱吒樂壇流行榜頒獎典禮      | 左右手                     | 至尊歌曲大獎                   |              |
| 1999年                     | 第17屆十大勁歌金曲頒獎典禮        |                            | 榮譽大獎                       |              |
| 1999年                     | 第5屆新城勁爆頒獎禮               | 左右手                     | 年度歌曲大獎 十大勁爆歌曲      |              |
| 2000年                     | 第二十三屆十大中文金曲頒獎音樂會  | 大熱                       | 十大中文金曲                   | 作曲         |
| 2000年                     | 第18屆十大勁歌金曲頒獎典禮        |                            | 致敬大獎                       |              |
| 2000年                     | 第18屆十大勁歌金曲頒獎典禮        | Untitled                   | 四台聯頒音樂大獎 大碟獎        | 擔任唱片監制 |
| 2000年                     | 首屆雪碧中國原創音樂流行榜        |                            | 千禧全國成就大獎               |              |
| 2000年                     | 首屆雪碧中國原創音樂流行榜        | 發燒（大熱）               | 港台十二大金曲                 | 作曲         |
| 2000年                     | 香港作曲家及作詞家協會（CASH）    |                            | 首任音樂大使                   |              |
| 2000年                     | 香港作曲家及作詞家協會（CASH）    | 我                         | 我至愛的中文金曲冠軍           | 作曲         |
| 2000年                     | 明報周刊演藝動力大獎              | 路過蜻蜓                   | 最突出男歌手                   |              |
| 2000年                     | 明報周刊演藝動力大獎              | 熱情演唱會                 | 致敬大獎                       | 擔任藝術總監 |
| 2000年                     | 第2屆CCTV-MTV音乐盛典             |                            | 亞洲最傑出藝人大獎             |              |
| 2001年                     | CASH金帆音樂獎                    | 挪亞方舟                   | 譜寫主題歌                     |              |
| 2001年                     | 香港作曲家及作詞家協會（CASH）    |                            | 第二任音樂大使                 |              |
| 2001年                     | 首屆華語流行樂傳媒大獎            |                            | 最佳流行男歌手獎               |              |
| 2001年                     | 首屆華語流行樂傳媒大獎            | 熱情演唱會                 | 最佳演唱會獎                   | 擔任藝術總監 |
| 2001年                     | 首屆華語流行樂傳媒大獎            | 路過蜻蜓                   | 傳媒大獎 十大華語歌曲          |              |
| 2002年                     | 第二十五屆十大中文金曲頒獎音樂會  |                            | 金曲銀禧榮譽大獎               |              |
| 2003年                     | 第3屆CASH金帆音樂獎               | 這麼遠，那麼近             | 最佳另類作品獎                 | 作曲         |
| 2003年                     | 第3屆華語流行樂傳媒大獎           | 這麼遠，那麼近             | 十大華語歌曲                   | 作曲         |

## 電影獎項
| 年份   | 頒發機構                                           | 作品       | 榮譽               | 結果   |
| ------ | -------------------------------------------------- | ---------- | ------------------ | ------ |
| 1980年 | 英聯邦電影電視節                                   | 我家的女人 | 最佳表演獎         | 獲獎   |
| 1983年 | 第2屆香港電影金像獎                                | 烈火青春   | 最佳男主角         | 提名   |
| 1988年 | 第7屆香港電影金像獎                                | 英雄本色II | 最佳男主角         | 提名   |
| 1989年 | 第8屆香港電影金像獎                                | 胭脂扣     | 最佳男主角         | 提名   |
| 1991年 | 第10屆香港電影金像獎                               | 阿飛正傳   | 最佳男主角         | 獲獎   |
| 1991年 | 第28屆金馬獎                                       | 阿飛正傳   | 最佳男主角         | 提名   |
| 1991年 | 第36屆亞太影展                                     | 阿飛正傳   | 最佳男主角         | 提名   |
| 1993年 | 第46屆坎城影展                                     | 霸王別姬   | 最佳男主角         | 提名   |
| 1993年 | 第4屆中國電影表演藝術學會                          | 不適用     | 特別貢獻獎         | 不適用 |
| 1993年 | 第6屆東京國際電影節                                | 不適用     | 擔任評委           | 不適用 |
| 1994年 | 第4屆日本電影影評人大獎                            | 霸王別姬   | 最佳外語片男主角   | 獲獎   |
| 1994年 | 東京電影評論家大獎 紀念世界電影誕生100週年電影評獎 | 霸王別姬   | 最佳外語片男演員獎 | 獲獎   |
| 1994年 | 第51屆威尼斯影展                                   | 東邪西毒   | 最佳男演員         | 提名   |
| 1994年 | 首屆香港電影評論學會大獎                           | 東邪西毒   | 最佳男主角         | 獲獎   |
| 1995年 | 第14屆香港電影金像獎                               | 金枝玉葉   | 最佳男主角         | 提名   |
| 1996年 | 第49屆坎城影展                                     | 風月       | 最佳男主角         | 提名   |
| 1996年 | 第33屆金馬獎                                       | 風月       | 最佳男主角         | 提名   |
| 1996年 | 第33屆金馬獎                                       | 不適用     | 全球十大華語影星   | 不適用 |
| 1997年 | 第16屆香港電影金像獎                               | 色情男女   | 最佳男主角         | 提名   |
| 1997年 | 第47届柏林影展                                     | 色情男女   | 最佳男主角         | 提名   |
| 1997年 | 第50屆坎城影展                                     | 春光乍泄   | 最佳男主角         | 提名   |
| 1997年 | 第34屆金馬獎                                       | 春光乍泄   | 最佳男主角         | 提名   |
| 1998年 | 第17屆香港電影金像獎                               | 春光乍泄   | 最佳男主角         | 提名   |
| 1998年 | 第48届柏林影展                                     | 不適用     | 擔任評委           | 不適用 |
| 2000年 | 第37屆金馬獎                                       | 鎗王       | 最佳男主角         | 提名   |
| 2002年 | 第39屆金馬獎                                       | 異度空間   | 最佳男主角         | 提名   |
| 2002年 | 2002年演藝動力大獎                                 | 異度空間   | 最突出電影男演員   | 獲獎   |
| 2003年 | 第22屆香港電影金像獎                               | 異度空間   | 最佳男主角         | 提名   |

## 傳媒獎項
| 年份   | 頒發機構       | 獎項                                        |
| ------ | -------------- | ------------------------------------------- |
| 1984年 | 華僑日報       | 十大最受歡迎藝人                            |
| 1986年 | 香港電台       | 演藝十大當紅人物                            |
| 1987年 | 香港電台       | 演藝十大當紅人物                            |
| 1989年 | 韓國傳媒       | 亞洲十大最受歡迎藝人 最受歡迎外國影星第一位 |
| 1989年 | 商業電台       | 十大靚人榜首                                |
| 1990年 | 香港電台       | 八十年代十大演藝紅人                        |
| 1991年 | 商業電台       | 十大健康形象                                |
| 1994年 | 韓國傳媒       | 最受歡迎外國影星 第一位                     |
| 1996年 | 香港傳媒       | 香港四大絕色榜首                            |
| 1996年 | 日本ASIA POP   | 人氣最旺大獎 最佳藝人大獎                   |
| 1999年 | 中国唱片总公司 | 20世纪中华歌坛名人珍藏版入选歌手之一        |
| 2000年 | 雅虎日本       | 外國明星人氣榜第一位                        |
| 2000年 | 香港電台       | 九十年代十大演藝紅人榜首 千禧十大紅人榜首   |
| 2000年 | 香港傳媒       | 香港四大絕色榜首                            |
| 2000年 | 当代歌坛       | 20世纪十大男歌星之一                        |
| 2000年 | 南洋商报       | 20世纪100大华语歌星第10名                   |
| 2004年 | 香港君子雜誌   | 香港市民心目中的五大成功人士                |
| 2010年 | 香港電台       | “港人愛香港的理由”第一位（有張國榮）        |

## 逝世後的獎項及殊榮
- 2003年
  - 第3屆華語流行樂傳媒大獎“終身成就獎”。

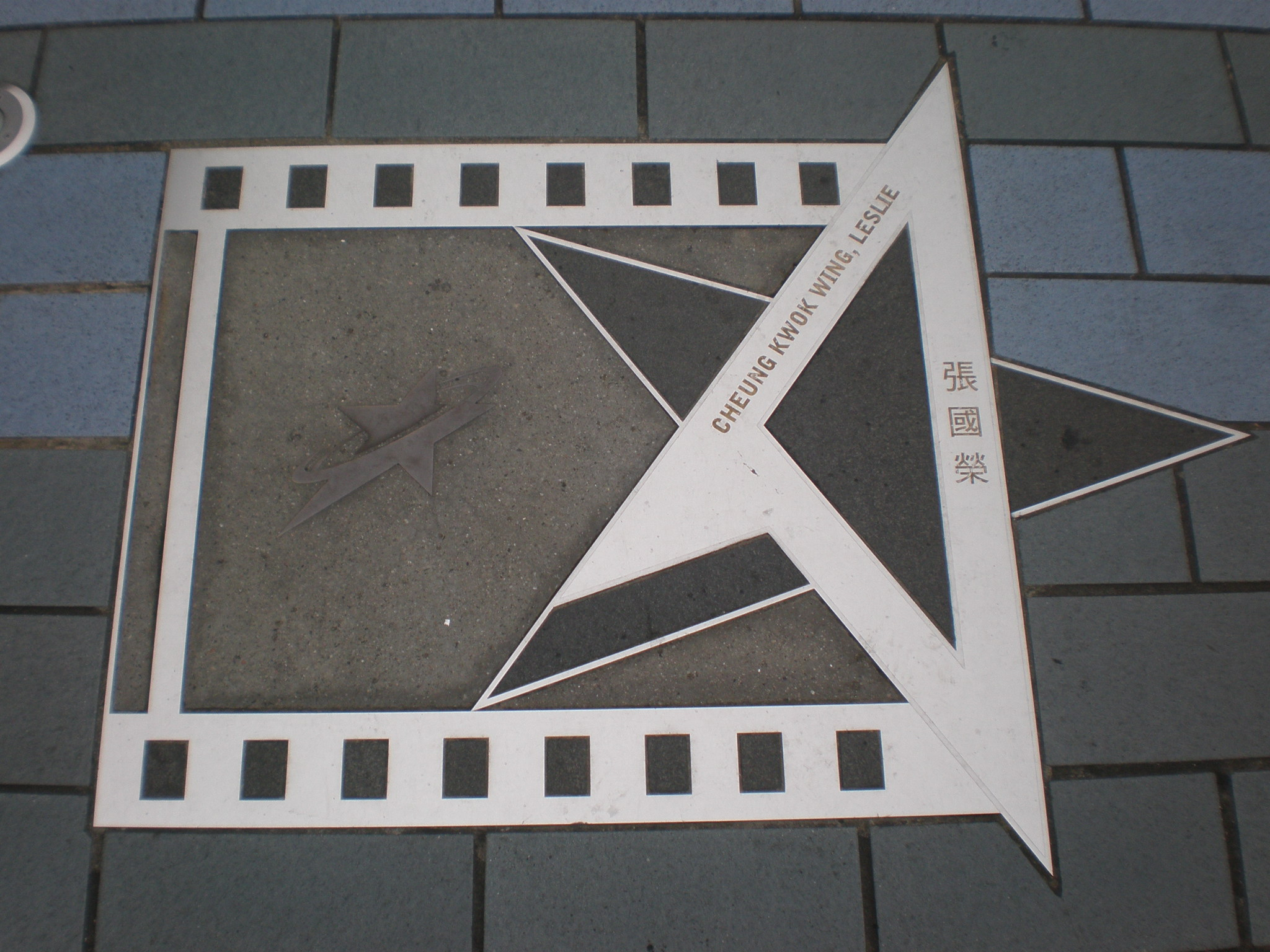
張國榮的芳名印於香港星光大道的紀念牌匾上

  - 國內17家媒體與新浪網共同推出大型公眾調查：中國二十世紀十大文化偶像，張國榮名列第七位。
  - 韓國電影頻道聯同21家電影網合作舉辦：百大影星票選，張國榮名列海外影星第一位。
- 2004年
  - 獲第23屆香港電影金像獎追頒“演藝光輝永恆大獎”。
  - 獲選香港市民心目中的五大成功人士。
- 2005年
  - 香港電影金像獎評選 百年百部最佳華語片，張國榮有八部電影作品入選，居華人演員之冠。
  - 由香港電影金像獎協會等機構合作舉辦：中國電影一百年票選活動， 張國榮當選“中國電影一百年最喜愛的男演員”，其所主演的電影共五部獲選為“十大最喜愛電影”之列，《霸王别姬》、《阿飛正傳》分列第一位、第二位。
  - 入選中國電影表演藝術學會評選“中國電影百年百位優秀演員”。
  - 香港郵政於11月8日推出《香港流行歌星》郵品系列，張國榮成為獲致敬的歌手。
  - 《霸王別姬》入選美國《時代》百大不朽電影。
  - 香港電影金像獎25週年銀禧紀念，張國榮以近半數的高得票率當選“銀禧影帝”。
  - 中国电影表演艺术学会评选出“中国电影百年史上十大男明星”作为中国电影百年间成千上万优秀演员的代表，分别是张国荣、金焰、石挥、赵丹、孙道临、姜文、王心刚、 李小龙、成龙、葛优。
- 2006年：日本公共電視臺NHK舉辦日本最受歡迎演員票選，張國榮當選“國際十佳演員”，其他上榜演員：湯姆克魯斯、強尼戴普等。
- 2007年：韓國首爾《第一屆忠武路國際電影節》，播映來自32國經典作品予以致敬，其中有張國榮《烈火青春》、費雯麗《亂世佳人》、卓別林等一系列作品。
- 2009年：中國最大的綜合性辭典《辭海》將張國榮作為詞條收入其中，成為第一個被《辭海》收錄的“當代明星”。
- 2010年
  - 香港電台《愛香港的理由》票選結果揭曉，第一名的理由是「有張國榮」。
  - 香港電影評論學會評選 十大香港電影 ，張國榮主演的電影有五部入選，居香港演員之冠。
  - 美國有線電視新聞網（CNN）評選「史上最偉大的二十五位亞洲演員」，張國榮位列其中。
  - 美國CNN舉辦“香港影壇19位最俊美的男星”票選 ，張國榮以性感優雅的氣質榮登榜首。
  - IFPI香港唱片銷量頒獎：《最红》獲 2009年全年最高銷量廣東唱片大獎 。（僅10天內創4白金銷量）
  - 美國CNN与英国《Songlines》評選過去50年裡全球最知名的20位音樂家 ，張國榮和鄧麗君作為僅有的兩位華人歌手入選其中。
  - 美國CNN舉辦“過去50年聞名全球的五大指標音樂人”票選，張國榮排名第三，是唯一上榜的亞洲歌手；其他上榜的歌手或樂團：麥可·傑克遜、披頭四、貓王和雷鬼樂之父鮑勃馬利。
  - 全球华语音乐工作者之协作推广机构“国际华语音乐联盟”筹备三年，广邀全球100位资深的音乐人、乐评人、电台D.J、唱片收藏家等联合评选，评选出华语乐坛的“30人30歌30碟”，张国荣在3项评选中均入选。此外，在本次“华语金曲奖”官方微博投票也以较大优势获得“我最喜爱的歌手”“我最喜爱的唱片（《Summer Romance 87'》”）“我最喜爱的歌曲（《风继续吹》）”3项殊荣，成为历久常新的时代偶像。
- 2011年
  - 金马奖邀请122位杰出电影人，评选影史百大经典华语电影，张国荣主演的电影有7部入选